# Łuhawaja (obwód brzeski)
Łuhawaja (biał. Лугавая; ros. Луговая, Ługowaja; do 1964 roku Durniewicze) – wieś na Białorusi, w rejonie baranowickim obwodu brzeskiego, około 14 km na północny zachód od Baranowicz.

## Historia
Nazwa wsi Durniewicze pojawia się w dokumentach w roku 1798. Po III rozbiorze Polski w 1795 roku tereny te, wcześniej należące do województwa nowogródzkiego Rzeczypospolitej, znalazły się na terenie powiatu nowogródzkiego (ujezdu) kolejno guberni: słonimskiej, litewskiej, grodzieńskiej i mińskiej Imperium Rosyjskiego. Po ustabilizowaniu się granicy polsko-radzieckiej w 1921 roku Durniewicze wróciły do Polski, znalazły się w gminie Horodyszcze. Na początku okresu międzywojennego gmina Horodyszcze należała do powiatu nowogródzkiego województwa nowogródzkiego. 22 stycznia 1926 roku gmina została przyłączona do powiatu baranowickiego w tymże województwie. Od 1945 roku – w ZSRR, od 1991 roku – na terenie Republiki Białorusi.
W 1964 roku zmieniono dotychczasową nazwę (Durniewicze) na obecną (Łuhawaja).

### Demografia
- W 1897 roku wieś liczyła 159 mieszkańców
- w 1909 roku – 202
- w 1921 roku wieś Durniewicze liczyła 114 osób, z czego 68 katolików i 46 prawosławnych, 67 osób zadeklarowało narodowość polską, a 47 białoruską[1]
- w 1970 roku wieś Łuhawaja liczyła 133 mieszkańców
- w 1998 roku – 33
- w 1999 roku – 34
- w 2005 roku – 26
- w 2009 roku – 17[6].

W promieniu 2 km od Durniewicz przed II wojną światową były dwa folwarki: Zamosze, będące własnością Wolskich, i Zamosze Nowe, które w latach 20. XIX wieku miały powierzchnię 600 ha i były własnością Mariana Koziełł-Poklewskiego.

## Majątek Zamosze
O kilometr na północ od Durniewicz była siedziba majątku Zamosze, leżąca również w gminie Horodyszcze. W 1921 roku osada liczyła 12 osób, w tym 5 Polaków-katolików i 7 prawosławnych Białorusinów.
W XIX wieku dobra te należały do rodziny Szpinalskich, a co najmniej od 1862 roku – do rodziny Wolskich. W tym roku Aleksander Wolski przekazał Zamosze swoim synom. W 1888 roku właścicielem Zamosza i pobliskiej Żeleznicy, majątku o powierzchni 200 dziesięcin, był (prawdopodobnie jego wnuk) Aleksander Wolski (1859–1942), który władał nim do 1939 roku. W 1895 roku dobra liczyły ponad 10 włók urodzajnych gruntów w małoleśnej, lekko falistej miejscowości.
Najprawdopodobniej w pierwszej ćwierci XIX wieku wybudowano tu dwór stojący do 1939 roku. Reprezentował on bardzo tu wtedy popularny styl „Mickiewiczowskiego Soplicowa” – był bardzo podobny do dworu w Czombrowie, będącego pierwowzorem Soplicowa. Był to parterowy, modrzewiowy dom na podmurówce o planie wydłużonego prostokąta, jedenastoosiowy, przykryty gładkim, czterospadowym dachem gontowym. Jego środkowa, trójosiowa część była dwukondygnacyjna, a przed nią wznosił się portyk w wielkim porządku, którego cztery pseudotoskańskie kolumny, stojące na kwadratowych bazach i tarasie o wysokości podmurówki, dźwigały trójkątny szczyt otoczony kroksztynowym gzymsem. Elewacje były zdobione lakierowanymi na biało pilastrami i narożnymi boniami. Ze względu na nierówność terenu podmurówka od strony ogrodu była znacznie wyższa. 
Przed domem był wielki, kolisty gazon obsadzony trawą. Wzdłuż parterowych skrzydeł ciągnęły się rabaty kwiatowe i krzewy ozdobne.
Po zespole dworskim, folwarku i ogrodzie pozostała tylko kępa drzew.
Majątek Zamosze jest opisany w 11. tomie Dziejów rezydencji na dawnych kresach Rzeczypospolitej Romana Aftanazego.